# Intermédiaire de commerce
 (octobre 2019).
Si vous disposez d'ouvrages ou d'articles de référence ou si vous connaissez des sites web de qualité traitant du thème abordé ici, merci de compléter l'article en donnant les références utiles à sa vérifiabilité et en les liant à la section « Notes et références ».
L'intermédiaire de commerce est une profession des métiers de la vente.
Il existe quatre types d'intermédiaires de commerce :
- l'agent commercial ;
- le commissionnaire ;
- le courtier ;
- l'apporteur d’affaires.

Tous ont des statuts spécifiques. Les intermédiaires de commerce ne doivent pas être confondus avec les commerciaux ou encore les ingénieurs d'affaires qui sont salariés de l'entreprise.